# Cinquecento (banda)
Cinquecento es un conjunto vocal masculino especializado en la música del Renacimiento; fue fundado en octubre del 2004 en Viena. Está formado por seis cantantes procedentes de cinco países europeos: Austria, Bélgica, Reino Unido, Alemania y Suiza.
El grupo se fundó con el objetivo de dar a conocer al público el repertorio poco conocido de la música coral del siglo XVI de la corte imperial austriaca, así como otras obras polifónicas del renacimiento europeo del mismo período.

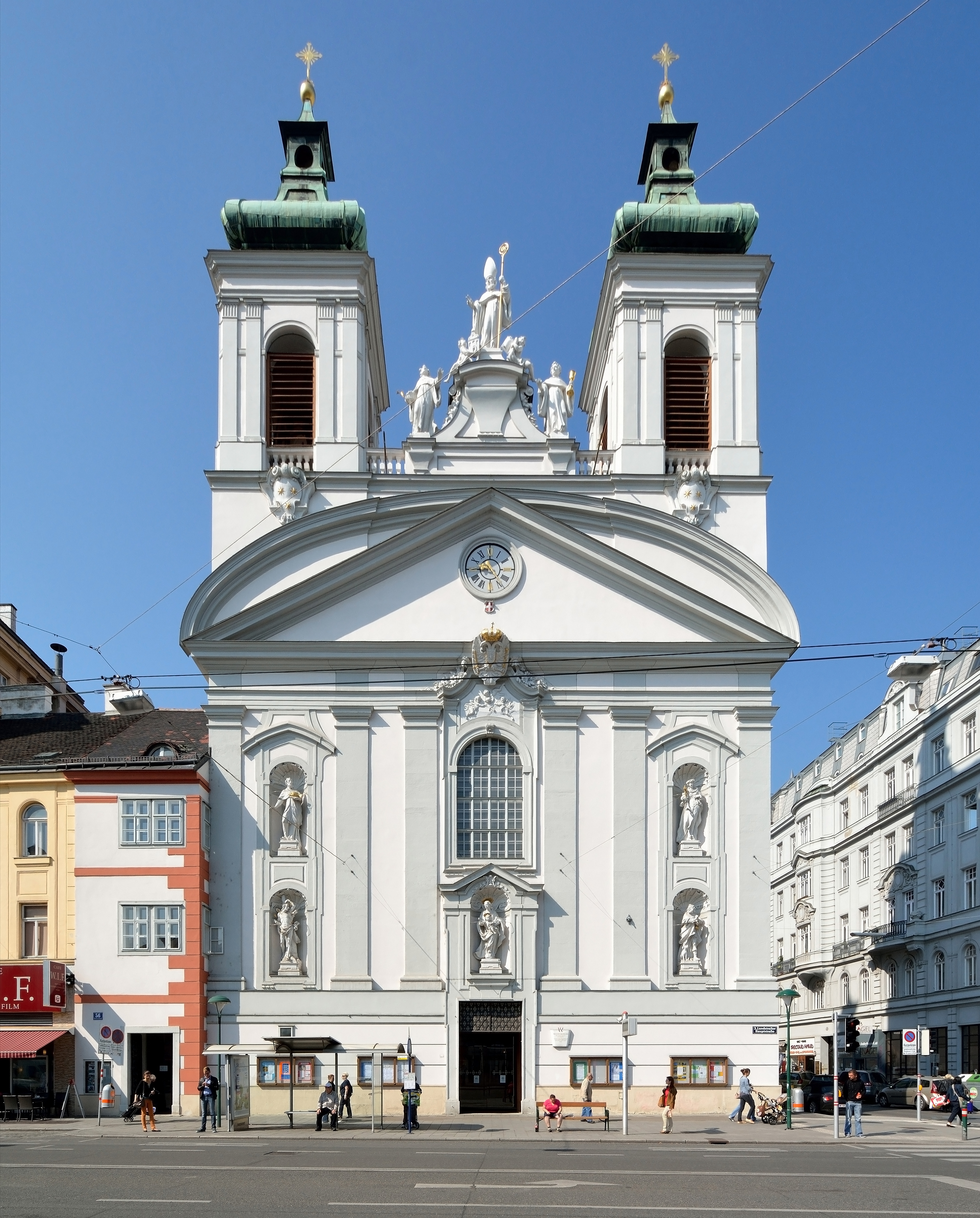
Iglesia de San Roque y San Sebastián, en Viena (foto del 2014).

Desde septiembre del 2005, es el conjunto residente en la iglesia vienesa de San Roque y San Sebastián y allí interpretan una misa polifónica cada semana.
El nombre del conjunto se basa en el término italiano que designa el período renacentista correspondiente al siglo XVI.

## Discografía
- 2007 - Music for the Court of Maximilian II. Hyperion CDA67579[HR 1]
- 2007 - Jacob Regnart Archivado el 16 de julio de 2012 en Wayback Machine.: Missa Super Oeniades Nymphae. Hyperion CDA67640. [3][HR 2]
- 2008 - Philippe de Monte: Missa Ultimi miei sospiri. Hyperion CDA67658[HR 3]
- 2009 - Jacobus Vaet: Missa Ego flos campi. Hyperion CDA67733[HR 4]
- 2010 - Willaert: Missa Mente tota & Motets.[4] Hyperion CD67749. [HR 5]
- 2011 - Philipp Schoendorff: The Complete Works. Hyperion CDA67854[HR 6]
- 2012 - Jean Richafort: Requiem. Hyperion CDA67959[HR 7]
- 2014 - Amorosi Peniseiri. Songs for the Habsburg Court by Philippe de Monte, Jean Guyot, Jacobus Vaet & Jacob Regnart. Hyperion CDA68053[HR 8]
- 2015 - Lassus: Missa super Dixit Joseph & motets. Hyperion CDA68064[HR 9]
- 2017 - Jean Guyot: Te Deum laudamus & other sacred music. Hyperion CDA68180[HR 10]
- 2019 - Palestrina: Lamentations. Hyperion CDA68284[HR 11]
- 2020 - Johannes de Cleve: Missa Rex Babylonis. Hyperion CDA68241[HR 12]
- 2021 - Heinrich Isaac: Missa Wohlauff gut Gsell von hinnen. Hyperion CDA68337[HR 13]
- 2021 - Jacob Regnart: Missa Christ ist erstanden & other works. Hyperion CDA68369[HR 14]